# Johannes Sigfred Andersen
Johannes Sigfred Andersen (* 9. Juli 1898 in Oslo; † 29. Juli 1970 ebenda) war ein norwegischer Schmuggler, Verbrecher und Sträfling, Widerstandskämpfer während des Zweiten Weltkriegs und Möbelfabrikant. Er kämpfte unter anderem bei der Kompanie Linge sowie bei Marineeinsätzen. Sein Spitzname war Gulosten (norw. für „Gelber Käse“). Während des Krieges benutzte er auch den Beinamen Ostein.
Seine kriminelle Karriere, seine durchaus kontrovers diskutierte Rolle im Widerstand sowie sein Zugang zum norwegischen König Haakon VII. machten ihn bis in die Gegenwart zu einer in Norwegen bekannten und in verschiedenen Medien betrachteten Figur.

## Herkunft und Familie
Andersen war der Sohn des Maurers Ole Andersen und dessen Frau Josefine Hansen. Er wuchs in einfachen Verhältnissen auf und wurde mit zehn Jahren unter Vormundschaft gestellt. Andersen war unter anderem im Waisenhaus Toftes gave auf Helgøya im Mjøsasee und danach in der Besserungsanstalt Bastøy in Vestfold untergebracht. Sein Spitzname rührte daher, dass ihm seine Eltern Pakete mit günstigem und haltbarem gelben Käse schickten.
1916 heiratete er die Kellnerin Lovise Kristine Klausen. Die Ehe wurde 1931 aufgelöst.

## Kriminelle Karriere
Nach dem Ersten Weltkrieg war Andersen längere Zeit arbeitslos und versuchte sein Glück mit Gelegenheitsdiebstählen und Schmuggel. Zusammen mit Arthur Omre schmuggelte er während der Prohibition in Norwegen 1919–1926 Alkohol. Zwischen 1919 und 1937 wurde er mehrfach zu insgesamt etwa sieben Jahren Gefängnis verurteilt.
Zwischenzeitlich war Andersen in Deutschland bei einem Schnapsbrenner beschäftigt, der illegal nach Norwegen exportierte. 1925 verlangte Norwegen seine Ausweisung, und er wurde in Hamburg in Haft genommen. Andersen täuschte eine Syphilis vor, indem er sein Glied mit einer glühenden Zigarette verletzte. Er wurde nach Norwegen deportiert und kam auf der SS Kong Dag in den Oslofjord; bei Spro gelang es ihm, über Bord zu springen und zu entfliehen. Er wurde bekannt als begabter Tresorknacker und von den Medien als „gentleman-forbryter i Grünerløkka-utgave“, zu deutsch etwa „Gentlemangauner, Ausgabe Grünerløkka“ (einem Arbeiterviertel von Oslo) beschrieben. Ein weiterer Ausbruchsversuch von ihm 1929 in Drammen aus einem überfüllten Gerichtssaal machte ebenfalls Schlagzeilen.
Mitte der 1930er Jahre bemühte sich Andersen um den Aufbau einer bürgerlichen Existenz; er verlobte sich und begann, Möbel zu reparieren. Am 18. März 1939 heiratete er Ruth Johanne Nilsen. Sie hatten einen gemeinsamen Sohn. 1935 versuchte Andersen, für ein Kinderbuch einen Verlag zu finden, was aufgrund einiger Szenen, die eher Erwachsene angingen, abgelehnt wurde. Andersens Naturbeschreibungen wurden allerdings gelobt. Nach einem weiteren Gefängnisaufenthalt wurde Andersen am 9. April 1940, dem Beginn der deutschen Invasion in Norwegen, entlassen.

## Zweiter Weltkrieg
1940 schloss sich Johannes Sigfred Andersen im von Deutschland besetzten Norwegen der Widerstandsbewegung an und plünderte Waffendepots der Deutschen in Norwegen. Sein Möbelladen blieb zur Tarnung erhalten. Er wurde zum ersten Mal verhaftet, als im Blatt der Nasjonal Samling, der Fritt Folk, ein Leserbrief von ihm abgedruckt wurde. Diese Zeitung hatte zuvor verbreitet, Andersen würde den neuen Machthabern anhängen.

«Vel har jeg gjort mye galt i min tid, men nazist er jeg ikke. Ærbødigst Johs. S. Andersen»

„Ich habe viel Schlechtes getan in meinem Leben, aber Nazi bin ich keiner. Hochachtungsvoll Johs. S. Andersen“

Er war bis 1942 in deutscher Gefangenschaft.
1942 verübte Andersen ein Attentat auf den Kollaborateur Raymond Colberg und entkam danach nach Schweden. Laut den Vernehmungsprotokollen seiner am Attentat beteiligten Frau sei Colberg regelrecht gekreuzigt, mit Eisenstangen erschlagen und in einem Abdeckercontainer in den Akerselva gekippt worden. Der Historiker und Leiter des Hjemmefrontmuseums, Arnfinn Moland, hält diese Behauptungen für erfunden. Die Vernehmung erfolgte vermutlich unter Folter und enthielt keine Hinweise auf Schusswunden, Colbergs Leiche wurde jedoch im Juni 1942 mit zwei Kaliber 7,62 mm Kopfschüssen gefunden. Die behaupteten Grausamkeiten und mögliche persönliche Motive begründeten etliche Kontroversen um Andersen. Ulateig unterstellte ihm persönliche Motive, Moland hielt sie für möglich, der Historiker Tore Pryser bestritt sie. Max Manus kritisierte noch nach dem Krieg die Aufnahme Andersens in die norwegischen Streitkräfte.

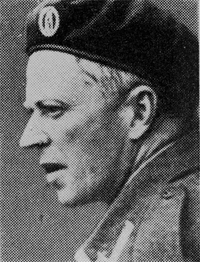
Leif Tronstad

1943 kam Andersen nach Großbritannien, wo ihn Leif Tronstad für die britischen Special Operations Executive beziehungsweise norwegischen Spezialkräfte anwarb. Andersen erhielt eine Fallschirmspringerausbildung und nahm an etlichen Sondereinsätzen teil, auch in Norwegen. Andersen sprang einmal von einer Halifax über Kjerkeberget bei Sandungen in der Nordmarka bei Oslo ab und wurde von Gunnar Sønsteby und Sverre Ellingsen vom 13. Abschnitt des Milorg empfangen.
Die Umstände der geplanten Ermordung des prominenten Kollaborateurs Jonas Lie führten zu einem Konflikt zwischen der norwegischen Widerstandsbewegung und der Exilregierung. Andersen hätte das Attentat ausführen sollen. Nach Berichten über Alkoholexzesse in Oslo trat er über Schweden den Rückweg nach Großbritannien an.
Im Vereinigten Königreich hatte er eine persönliche Audienz bei König Haakon VII. Andersen und der König trafen sich im norwegischen Club in London zum Mittagessen. Andersen unterhielt den exilierten Monarchen mit Geschichten aus seinem Leben, der ihm zusagte, Andersen in Schutz zu nehmen, sobald der Krieg vorbei sei. Andersen trat in die königlich-norwegische Marine ein und diente auf einem Motortorpedoboot.

## Rückkehr nach Norwegen 1945
Andersens Frau Ruth war 1944 verhaftet, im Polizeihauptquartier in Oslo in der Møllergata 19 verhört und gefoltert und im Juli im Polizeihäftlingslager Grini erschossen worden. Die Leiche wurde nach dem Krieg exhumiert und regulär beerdigt, Ruths Schwester und Hertha Bergstrøm, eine Freundin, richteten die Trauerfeier aus. Andersen heiratete später Hertha Bergstrøm.
Wenige Wochen später erschoss Andersen, erheblich alkoholisiert, mit seiner Maschinenpistole zwei deutsche Kriegsgefangene in einem Kriegsgefangenenlager in Høyanger. Die norwegischen Gerichte begannen zu ermitteln. Ivar Follestad war Staatsanwalt und Reidar Skau Andersens Verteidiger; beide übernahmen später bedeutende Positionen in der norwegischen Justiz. Follestad wollte Anklage erheben und Andersen anschließend begnadigen. Die Angelegenheit wurde von der Militärgerichtsbarkeit übernommen. Thore Horve sprach sich gegen eine Anklage aus, ebenso Minister Jens Christian Hauge. Mit königlicher Anordnung wurde Andersen am 25. April 1947 freigesprochen. Dies stieß unter anderem bei Johan Scharffenberg, einem bekannten Psychiater und Gegner des Alkoholkonsums, auf Protest.

## Nach 1945
Andersen wurde nach dem Krieg vom König finanziell dabei unterstützt, sich mit einer Möbelfabrik selbständig zu machen. Seine dritte Frau war vermögend. Die Apenes Trevarefabrikk in Horten betrieb er über 15 Jahre. Andersen bekam auch Aufträge aus dem Königshaus, so in Bygdøy.
Er wurde noch mehrmals verschiedener Verbrechen angeklagt und zumeist freigesprochen, so 1954 wegen eines Diebstahls von Baumaterial und nachdem er betrunken zwei Einbrechern seinen Wagen in Tønsberg zur Verfügung gestellt hatte. 1955 musste er allerdings nochmals 36 Tage in Haft verbringen, weil er unverzollten Alkohol nicht in seiner Fabrik verwendet, sondern auf dem Schwarzmarkt verkauft hatte.
Andersen wurde später mit Vorträgen über Kinderrechte und Erziehungsanstalten bekannt. Seine Ansicht zum Umgang mit Häftlingen erklärte er einmal mit den Worten

«Man skal straffes for å ha vært straffet»

„Du wirst bestraft fürs Bestraft-worden-Sein“

1968 schrieb Bjørn Bjørnsen ein Buch über Johannes S. Andersen, das den Titel En mann kalt Gulosten (Ein Mann namens Gelbkäse) trug und im Verlag Bjørnsen & Schram, Oslo herauskam.
Die Filmrechte hatte sich bereits zuvor die norwegische Teamfilm gesichert. Dem norwegischen Regisseur und Drehbuchautor sowie Mitgründer dieser Filmgesellschaft Knut Bohwim zufolge, bietet das Buch Stoff genug für mehrere Filme.